# AntelSat
AntelSat ist der erste Satellit aus Uruguay. Er ist ein 2U-Cubesat, der von der Faculdad de Ingeniería (FING) der uruguayischen Universidad de la República und dem nationalen Telekommunikationsdienstleister ANTEL entwickelt wurde. Er ist seit April 2015 nicht mehr in Betrieb.

## Aufbau
Der Satellit verfügte über zwei Kameras: eine im sichtbaren Bereich und eine für den Infrarotbereich. Außerdem verfügte er über mehrere Sender und Empfänger. Die beiden VHF-Empfänger RX1 und RX2 sowie die beiden UHF-Sender BCN und TXD verfügen über je eine Monopol-Antenne von λ/4 Länge. Zwei S-Band-Sender mit je einer Patchantenne sind redundant ausgelegt, so dass nur einer davon in Betrieb ist.
Der VHF-Empfänger RX1 arbeitete auf einer nicht veröffentlichten Frequenz und diente zur Fernsteuerung des Satelliten. Hiermit wurden die verschiedenen Betriebsarten des Satelliten ausgewählt.
Die Funkbake BCN arbeitete im 70-Zentimeter-Band mit einer Leistung von 200 mW auf 437,280 MHz. Sie sendete das uruguayische Rufzeichen CX1SAT und einige Statusmeldungen im Morsecode.
Der Sender TXD arbeitete mit einer Leistung von 1 Watt auf der Frequenz 437,575 MHz. Hiermit wurden entweder Daten über Packet Radio im AX.25-Protokoll übertragen oder SSTV-Bilder von einer der beiden bordeigenen Kameras. Die Bildübertragung konnte von Funkamateuren über den RX2-Empfänger angefordert werden.
Der Empfänger RX2 arbeitete auf 145,860 MHz im Halbduplex-Betrieb mit TXD.
Der Sender TXS arbeitete auf 2403,000 MHz mit einer Leistung von 1 Watt und einer Übertragungsrate von 500 kbit/s.

## Betrieb
Der Satellit wurde am 19. Juni 2014 mit einer Dnepr-Rakete vom Kosmodrom Jasny gestartet. Er wurde nicht direkt von der Rakete abgesetzt, sondern am Folgetag vom italienischen Muttersatelliten UniSat-6. Die Inbetriebnahme erfolgte problemlos, die Telemetriedaten wurden weltweit von Funkamateuren empfangen.
Am 18. April 2015 brach die Kommunikation ab. Offenbar hatten die Bauteile ihre Lebensdauer unter Weltraumbedingungen erreicht. Das Projekt wurde als beendet erklärt. Während der Betriebszeit hatte der Satellit 480.000 Messwerte und 60 Bilder übertragen.